# Альварес де Сотомайор, Фернандо
Фернандо Альварес де Сотомайор-и-Сарагоса (исп. Fernando Álvarez de Sotomayor y Zaragoza; 25 сентября 1875, Ферроль — 17 марта 1960, Мадрид) — испанский художник.

## Жизнь и творчество
По образованию — строительный инженер. Изучал также юриспруденцию, литературу и философию. Помимо этого, брал уроки рисования у художников Хосе Гутьерреса и Хосе Веры. В 1892 году поступил для обучения в мастерскую Мануэля Домингеса Санчеса (Мадрид). В 1899 году получил стипендию для учёбы в Испанской академии изящных искусств в Риме. В 1908 году по приглашению чилийского правительства занял место профессора живописи в Высшей школе изящных искусств (Escuela de Bellas Artes de Santiago) в Сантьяго. Став позднее директором этой школы, оказал существенное влияние на развитие чилийской живописи, на поколение художников и других деятелей культуры, известных позднее как Generación Sotomayor (также — Generación del Trece, Generación del Centenario и Generación Trágica).
После возвращения в Испанию стал придворным художником короля Альфонса XIII. В 1922 году занял пост директора мадридского музея Прадо и был принят в члены Королевской академии изящных искусств Сан-Фернандо. После провозглашения Испанской республики в 1931 году вынужден был уйти с поста директора музея, но после победы франкистов в Гражданской войне в Испании вновь занял эту должность.
В 1947 году приехал в Буэнос-Айрес, где организовал выставку современных испанских художников и скульпторов, а также рисовал портреты президента Аргентины Хуана Доминго Перона и его супруги Марии Евы Перон. В 1953 году стал директором Королевской академии изящных искусств Сан-Фернандо, но в 1955-м оставил этот пост из-за преклонного возраста. Фернандо Альварес умер в Мадриде в возрасте 84 лет.

## Награды
Альварес де Сотомайор был неоднократно награждаем различными премиями в области искусства. Так в 1904 году он выиграл вторую, а в 1906 году первую медаль в Национальной выставке изящных искусств (Exposición Nacional de Bellas Artes ). В 1907 году он выиграл Exposición Internacional  (международная экспозиция Барселоны).

## Галерея
- Избранные полотна Ф. Альвареса де Сотомайора